# Желудок (посёлок)
Желудо́к (бел. Жалудо́к) — городской посёлок в Щучинском районе Гродненской области Беларуси. Административный центр Желудокского сельсовета.
Ранее Жолудок, местечко Виленской губернии Лидского уезда.
Название происходит от речки Желудянки — правого притока Немана, берега которой в средние века были усыпаны желудями местных дубрав. Расположен в 7 км от ж.д. станции Желудок (на линии Мосты — Молодечно).
Численность населения — 947 человек (на 1 января 2025).

## История

### До XVI века
Желудок является одним из старейших населенных мест Беларуси. По данным Л. Поболя, в 1915 или 1916 году на одном из местных огородов был найден клад римских монет II века н. э. Об этом же говорят и случайные находки старинной керамики. Хотя археологические раскопки в Желудке никогда не проводились, а клад был утерян в годы первой мировой войны, можно уверенно предполагать, что уже 1800 лет тому назад здесь жили люди. Согласно местным легендам, окрестности Желудка являлись любимым местом охоты первых литовских князей.
В письменных источниках Желудок впервые упоминается в донесениях шпионов Тевтонского ордена в 1385 году как сельское владение Стегевилла — «Stegewillendorf Szolutka». Шляхетский род Стегвилловичей известен в XVI в. на территории Великого княжества Литовского. Точно неизвестно, являлись ли они владельцами Желудка или выступали в роли управляющих великого князя литовского. Второй вариант более вероятен, поскольку в 1495 году упоминаются княжеские подданные из Желудка Вороновичи, что свидетельствует о государственном (великокняжеском) статусе населенного пункта.
К тому же основателем первого желудокского костёла в 1490 году являлся великий князь литовский Казимир, а не какое-либо «частное» лицо. В октябре 1503 году желудокским наместником был великокняжеский «дворный ловчий и конюший» пан Мартин Хрептович. В 1510 году в качестве наместника желудокского упоминается пан Николай Юрьевич Пацович. В результате набега крымских татар в 1506 году костел был сожжен. Храм восстановили по приказу польского короля и великого князя литовского Сигизмунда I Старого в 1529 году.
В 1512 году Желудок упоминается в списке дворов великого князя в Лидском повете.
Таким образом, первоначально Желудок являлся центром княжеского староства — «державы жолудской», реже «жолудской волости» или «повета» (до 1567 года). Впервые Жолудский повет упоминается в сентябре 1506 года. Следующее упоминание относится к 1509 году. В это время в состав повета входило Можейково, а власть в повете осуществлял желудокский наместник.
По данным польского исследователя С. Александровича, с 1486 года Желудок являлся местечком. В 1536 г. исторические источники впервые зафиксировали в Желудке «тарги» (базары) по понедельникам.
Постепенный переход Желудка в частную собственность начался в начале XVI в. В декабре 1518 года в качестве «державцы Жолудского» упоминается князь Василий Андреевич Полубинский. Князь в 1516 году дал королю в долг 600 коп грошей, но сохранил обязательство ежегодно давать с Желудка 50 бочек овса, 50 бочек жита, 5 возов сена и мясо: «яловицы, вепры, бараны». Позднее князь В. А. Полубинский дал взаймы королю ещё 100 коп грошей, за что все выплаты с Желудка в государственную казну были отменены, а великокняжеская администрация лишилась права вмешиваться в дела староства. В качестве «жолудского державцы» князь В. А. Полубинский последний раз упоминается в актах Литовской Метрики в 1530 году.
В Желудке и его окрестностях проживали многочисленные бояре — представители военно-служилого сословия Великого княжества Литовского. Перепись войска Великого княжества Литовского 1528 году содержит имена 36 желудокских бояр, обязанных со своим вооружением служить в армии. В их число входил отряд из 21 боярина, который периодически нес охрану известного тракайского замка. Но в переписи войска 1567 году желудокские бояре отдельно уже не выделяются (в отличие от василишковских и остринских). Это можно объяснить лишь тем, что в середине XVI в. Желудок стал частным владением.
С Желудком связано одно из первых документально зафиксированных расследований в истории Беларуси. В 1514 г. «господарскую спижу жолудскую» (хозяйственную постройку) «разбили и себе побрали» бояре из околиц Эйшишек (ныне Эйшишкес в Литовской Республике). Следствие по этому делу вел «сыщик» Юшко Веневич.
В 1535 году Желудок и Высокий Двор (в Литве западнее современного Тракая) были пожалованы королём Сигизмундом I Старым перебежчику из «Московии», бывшему окольничему московских князей Ивану Васильевичу Ласкому (1480—1542). По-видимому, в отношении Желудка это было временное владение, так как в Высоком Дворе Лаские построили «замок», в 1629 году основали монастырь кармелитов, а про их деятельность в Желудке ничего не известно.

### XVII—XVIII века
Затем собственниками Желудка стали Сапеги. Они получили его от великокняжеской власти как компенсацию за материальные потери на государственной службе. Дата этого события по сей день не установлена. Вероятно, это произошло в середине XVI в. в связи с большими территориальными потерями дома Сапег на востоке, где многие земли Великого княжества Литовского отошли «к Москве» или были разорены царскими войсками. В данном контексте важно, что государственная власть сохранила определённый контроль над Желудком, так как Сапеги были ограничены в правах свободного распоряжения населенным пунктом.
По данным Романа Афтанази, в результате брака дочери «маршалка господарского», воеводы витебского и подляшского Ивана Богдановича Сапеги (1480—1546) Анны Сапежанки (ум. 1580) с подкоморием витебским и стольником лидским Николаем Фрацкевичем-Радзиминским Желудок перешел к этому мазовецкому шляхетскому роду. Переход Желудка к Фрацкевичам-Радзиминским герба «Бродиц» мог произойти около 1570 года. Согласно Наполеону Ровбе, Желудок уже с 1552 года являлся ленным владением, то есть не принадлежал к королевским землям, хотя это противоречит другим источникам.
Судя по всему, Фрацкевичи-Радзиминские также были ограничены в правах на Желудок. Иначе невозможно объяснить, почему долгое время они не проявляли никакой активности по отношению к своему владению. Лишь в 1680 г. при невыясненных обстоятельствах Желудок, точнее — «Желудокский ключ», большое земельное владение по обоим берегам Немана с панским двором, местечком, деревнями, пахотными землями и лесами — перешло в полноправное владение Казимира Фрацкевича-Радзиминского (1638—1694). Уже в 1682 года минский подчаший, лидский подкоморий, староста кревский и лидский Казимир Фрацкевич-Радзиминский вместе с женой Александрой основал в Желудке костел и монастырь кармелитов «старых», просуществовавший до 1832 года. В 1690 году «Желудокский ключ» насчитывал 226 дымов и являлся одним их крупнейших шляхетских владений в белорусском Понёманье.
В 1706 году выбор Желудка в качестве штаб-квартиры шведского короля Карла XII во время Гродненской операции свидетельствует о достаточно высоком уровне развития местечка и его выгодном местоположении.
В начале XVIII в. Александра Фрацкевич-Радзиминская, дочь Давида Фрацкевича-Радзиминского, вышла замуж за великого писаря ВКЛ графа Михаила Тизенгауза (ум. в 1726). Он выкупил у тестя за 5 тыс. талеров половину «Желудокского ключа». Но после смерти мужа теща отказалась признать сделку и до 1740 года между Тизенгаузами и Фрацкевичами-Радзиминскими тянулся судебный процесс, по итогам которого сделка была признана действительной. Так Желудок перешел в собственность графов Тизенгаузов собственного герба «Буйвол» — полонизированных потомков немецких крестоносцев из Прибалтики.
Сын Михаила — Бенедикт Тизенгауз выкупил у Францкевичей-Радзиминских и Жабов остальные части «Желудокского ключа» и восстановил целостность владений. После Бенедикта и Анны из Беганьских Тизенгауз Желудок перешел в собственность к известному государственному деятелю литовскому подскарбию надворному, администратору королевских экономий, гродненскому старосте, графу Антонию Тизенгаузу (1733—1785). В 1773—1780 годах Антоний Тизенгауз попытался осуществить в ВКЛ широкие реформы в промышленности, государственном аграрном секторе и области просвещения. Он был хорошо знаком с известными учеными своего времени: философом Жан-Жаком Руссо, которого А. Тизенгауз приглашал переехать в Белоруссию, и натуралистом Жаном-Эммануэлем Жилибером, по приглашению А. Тизенгауза успешно работавшим в Гродно в 1775—1781 годах. Но возникшие в ходе реализации реформ проблемы были использованы для отстранения от власти владельца Желудка. Останки Антония Тизенгауза и ряда его родственников по сей день покоятся в местном костеле.

### XIX век

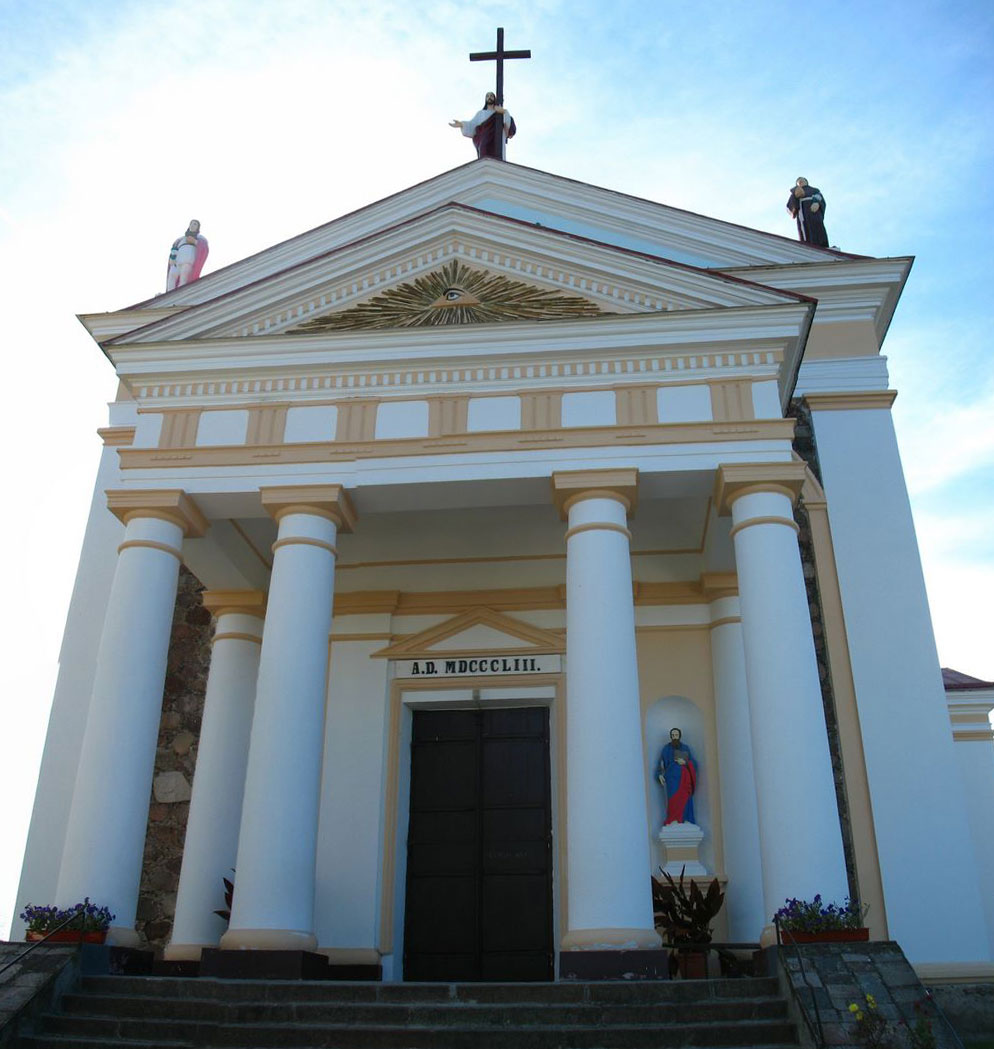
Вход в костёл Успения Пресвятой Девы Марии

После Антония Тизенгауза Желудок перешел к племяннику Игнатию Тизенгаузу (1760—1822) — последнему шефу литовской гвардии. Затем к его сыну Рудольфу Тизенгаузу (1782—1830) — наполеоновскому полковнику, который в 1812 году организовал в Желудке конно-артиллерийскую роту (124 человека), сражавшуюся на стороне французов в 1812—1814 годах.
В Желудке родился известный натуралист, ученый-орнитолог Константин Тизенгауз (1786—1853). Во времена Тизенгаузов Желудок был известен великолепным садом и скрипичным квартетом, созданным Рудольфом Тизенгаузом. Собственностью этого графа-меломана была одна из скрипок Страдивари.
В 1834 году «помещичье имение Желудок малолетних графинок Тызенгаузов» насчитывало 2528 мужских и 2570 женских душ (включая входящие в имение деревни). Под именем Желудок в это время существовали четыре поселения: местечко, графское имение, плебания (владение костёла) и «благодельня». В 1835 году в качестве приданого Германции Тизенгауз, вышедшей замуж за графа Северина Уруского, Желудок перешел в собственность этого знатного рода.
Согласно метрическим книгам Радуньского деканата католической церкви в 1838 году в желудокском костеле было совершено 251 крещение, 57 венчаний и 119 отпеваний. В 1842 году аналогичные цифры составляли: 239 крещений, 61 венчание, 127 отпеваний. В 1854 году в Желудке был построен действующий поныне каменный костёл Вознесения. Его «фундатором» считается Германция из Тизенгаузов Уруская. В костел была перенесена из деревянной часовни в Красулях чудотворная икона Богородицы, к которой стекались тысячи паломников. Эта икона была привезена паном Василием Губарем из Смоленска в 1523 году.
В начале XX в. желудокская парафия (римско-католический приход) была одной из самых крупных и насчитывала 9700 верующих. В конце XVIII в. при желудокской парафии был открыт небольшой «шпиталь» (больница). Средства на это выделил лидский подстароста Рафал Секлюцкий в размере 3000 злотых, размещенных под 6 % на имениях Бжозовек и Ольгово.
Вскоре Мария Уруская (1853—1931) вышла замуж за князя Владимира Святополк-Четвертинского. Их сын — князь Людвиг Святополк-Четвертинский (1877—1941), закончивший свою жизнь в фашистском Освенциме, был последним знатным владельцем Желудка. Однако пока была жива графиня Германция из Тизенгаузов Уруская, она считалась владелицей Желудка. Именно её называет Памятная книжка Виленской губернии на 1891 год в качестве владелицы местечка. Поэтому можно утверждать, что фактически Тизенгаузы дольше всех — около 200 лет — владели Желудком и окрестными землями.

### XX век
В 1908 году Владимир Святополк-Четвертинский построил близ местечка по проекту известного архитектора Владислава Маркони сохранившуюся и поныне необарочную усадьбу. В неё входили дворец, флигель и мельница, «вписанные» в парк регулярной планировки. Святополк-Четвертинские стали первыми документально зафиксированными владельцами Желудка, у которых возникали конфликтные ситуации с местным населением. В 1905 году крестьяне отказались признавать исключительное право князей на пастбища и леса. В межвоенный период князь Четвертинский сорвал строительство православной церкви в местечке. В 1939 году «Желудокский ключ» Святополк-Четвертинских включал в себя 16 500 га земли, сушилку для семян, садовый питомник, паровую лесопилку на Немане, речную пристань, больницу, котельную и электростанцию.
Таким образом, известный с конца XIV в., Желудок до начала XVI в. являлся великокняжеским государственным владением. С 1516 по 1680 годы — при Полубинских, Ласких, Сапегах и Фрацкевичах-Радзиминских — происходил длительный процесс перехода Желудка в частную собственность. Частая смена владельцев и неопределенный статус населенного пункта, находившегося по существу под двойным управлением государства и знатных родов, затруднял развитие Желудка. Лишь с 1680 г. Желудок становится частным владением, но продолжавшаяся частая смена хозяев — Фрацкевичей-Радзиминских, Тизенгаузов, Уруских и Святополк-Четвертинских — не способствовала его развитию.
В результате, вплоть до начала XX в. в местечке не велось широкое строительство, отсутствовали учебные и благотворительные заведения. Ни один из владельцев Желудка не попытался наделить местечко магдебургским правом, что позволило бы расширить торговлю, получить самоуправление и собственный герб.
При этом потенциально Желудок был одним из наиболее перспективных поселений в Принеманье. В 1830 году в помещичьем местечке Желудок проживало 349 человек. В 1833 году население Желудка составляло 395 человек, в том числе 5 человек купцов 3-й гильдии. В местечке было 17 каменных и 24 деревянных дома, 2 лавки и 7 питейных домов. В 1860 году в Желудке было 88 домов и 581 житель. Путешественник Эдвард Хлопицкий в изданных в 1863 году путевых записках отмечал, что Желудок и окрестности очень красивы, все земли обработаны, села опрятны. В XIX — начале XX в. Желудок являлся центром волости Лидского уезда. В 1876 году в Желудокской волости было 26 селений, 328 дворов и 3764 крестьянина обоего пола. Около 13 % территории волости составляли леса. В 1876 году в Желудке проживало 996 человек, в 1889 году — 1299, в 1897 году — 1860, в 1909 году — 1969 жителей. По данным польской переписи населения от 30 сентября 1921 года в местечке Желудок было 274 дома и проживало 1552 человека: 1053 иудея, 467 католиков, 31 православный и 1 лютеранин. Помимо этого в княжеском фольварке Желудок было 14 зданий и проживало 242 человека: 204 католика, 21 православный и 17 иудеев.

Во второй половине XIX — начале XX в. в Желудке в день «Сошествия Святого Духа» проходили известные всей Беларуси конские ярмарки. По отчетам царских чиновников их оборот достигал 20 тыс. рублей. В 1902 году в имениях Желудок и Липично была установлена первая телефонная связь. С 1908 года в местечке было открыто Товарищество мелкого кредита — первое банковское учреждение на территории современного Щучинского района. 

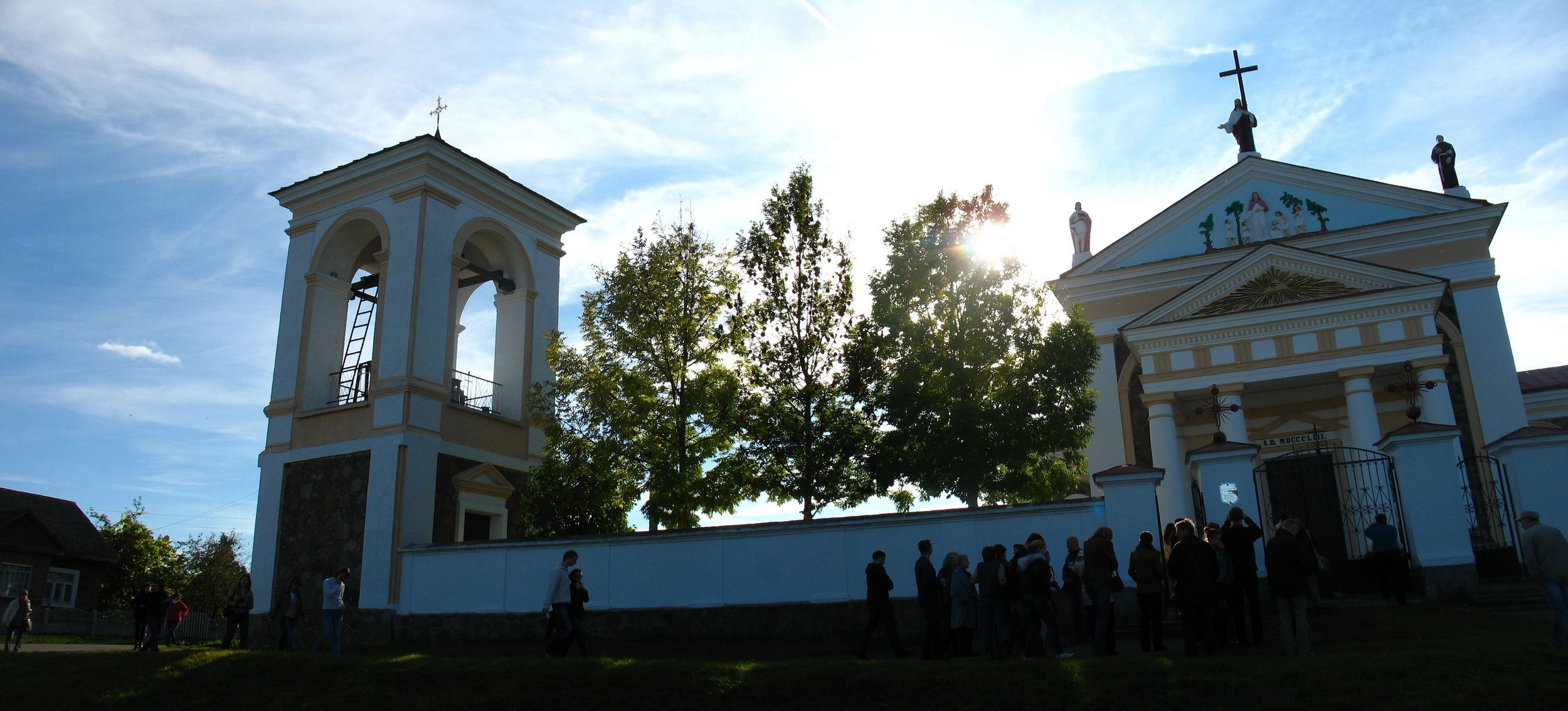
Успенский костёл в 2011 году

Изданная в 1916 году Петроградским топографическим отделом карта местечка Желудок и его окрестностей (18,5×17,5 верст) по-видимому, отражает его состояние накануне первой мировой войны (1914—1918), так как осенью 1915 г. Понёманье было оккупировано войсками кайзеровской Германии. Согласно карте Желудок имел 5 радиально расположенных улиц и 196 дворов. В окрестностях местечка располагались 82 деревни (в среднем по 20 — 30 дворов), 23 фермы, 10 панских дворов, 5 фольварков, 5 отдельных крестьянских дворов, несколько винокурен, кирпичных и смолокуренных заводиков. Вдоль дорог были расположены корчмы общим числом 12 заведений: «Жижма», «Корысць», «Погулянка», «Выгода», «Пески» и др. Во время первой мировой войны часть населения Желудка была эвакуирована в Самарскую губернию.

## История еврейской общины
В прошлом значительный процент населения местечка Желудок составляли евреи. В конце XVIII в. местная еврейская община насчитывала 287 человек, плативших подушную подать, то есть реально в местечке проживало около 600 евреев. В 1832 году еврейский кагал в Желудке насчитывал всего 256 человек обоего пола. Среди известных уроженцев Желудка еврейской национальности следует отметить писателя Бен-Авигдора (Авраама Льва Шелковича), члена французской Академии искусств художника Пинхаса Кармена и мецената, основателя Еврейского народного банка Раби Шмуля Левина. В январе 1925 году в Желудке действовали 3 школы: государственная общеобразовательная на польском языке (255 учеников), частная еврейская ортодоксальная на иврите (58 учеников) и частная еврейская школа на идиш (101 ученик), которая содержалась за счет родительского комитета.

## Во время Второй мировой войны
В январе 1940 году советская власть изменила территориально-административное деление Западной Белоруссии. Желудок стал городским поселком и центром одноименного района. В состав района вошло 13 сельских и 1 поселковый совет. Население района составляло 37 266 человек, в том числе население Желудка — 2436 человек. Крупнейшим предприятием в Желудке в это время считался винокуренный завод княгини Четвертинской. Помимо этого в Желудке были 2 электростанции, паровая мельница, 3 кожевенных завода, больница на 40 коек, 4 школы, аптека, ветпункт, почта и телеграф.
В мае 1945 года население района составляло 34 257 человек, из которых 6905 записались на выезд в Польшу в рамках проводимой репатриации польского населения. Желудокский район был упразднен 17 апреля 1962 года, а его территория вошла в состав Щучинского, Дятловского, Лидского и Мостовского районов БССР. С этого времени Желудок является городским поселком Щучинского района.
В начале Великой Отечественной войны 27 июня 1941 года Желудок полностью сгорел. Уцелела лишь одна улица — Орлянская, где нацисты организовали гетто, и впоследствии убили практически всех местных евреев. В ночь с 23 на 24 мая 1943 года партизанским отрядом в 120 человек во главе с Б. А. Булатом был разгромлен желудокский гарнизон. Это была одна из первых крупных и успешных акций партизан, которая сорвала немецкие продовольственные поставки в Желудокском районе, а за голову партизанского командира фашисты назначили награду в 75 тыс. марок и 40 га земли.

## Население
В 1979 году население городского поселка Желудок составило 1846 человек. В 1989 году — 1870 человек. В 1999 году — 1631 человек. В 2001 году — 1630 человек. Численность населения 972 человека (на 1 января 2018 года). Численность населения — 1 002 человек (на 1 января 2023 года).
Численность населения — 947 человек (на 1 января 2025 года).

## Культура

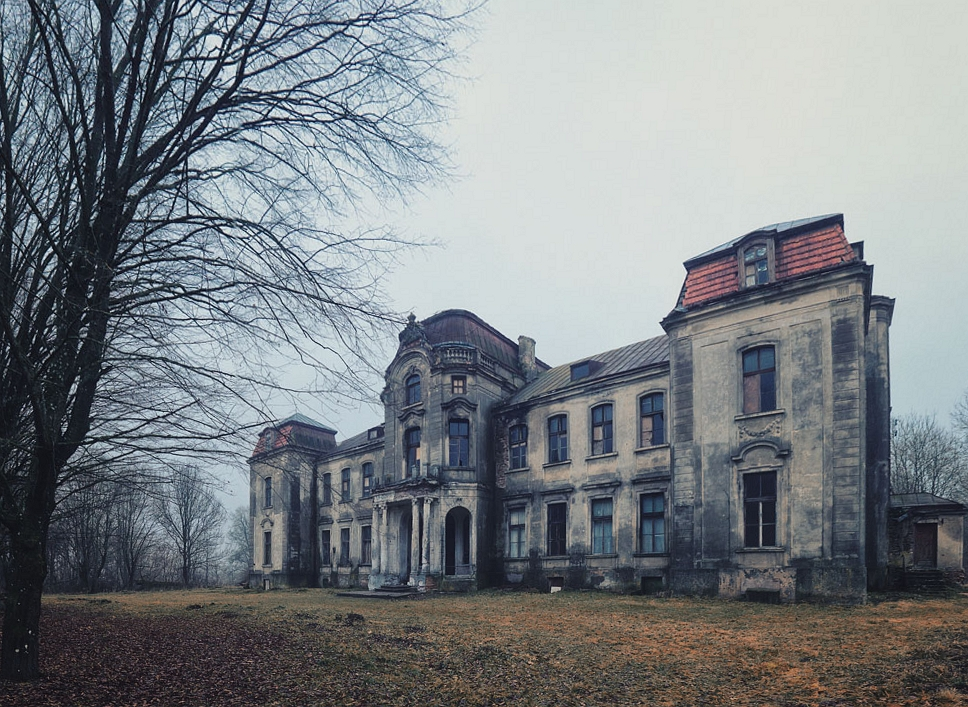
Дворец Святополк-Четвертинских

- Историко-краеведческий музей

## Достопримечательность
- В 1854 году на средства графини Германции Урусской построен каменный костёл Успенья Богоматери[5].
- В 1900 году возведен дворцово-парковый комплекс Святополк-Четвертинских, которые унаследовали владения Урусских.
- Церковь в честь Святого Мартина Туровского (1998-1999)
- Памятник евреям — узникам гетто в Желудке
- Памятный знак в память о расстрелянных во время Великой Отечественной войны жителях (2024).

## Праздники и фестивали
- С 2008 года в Желудке проводится Фестиваль цветов, который в последние годы проводится каждое третье воскресенье августа. В 2010 году инициатива проведения этого небольшого праздника была поддержана совместным проектом Европейского союза и ПРООН «Устойчивое развитие на местном уровне».[6]
- С 2010 года Желудок — место проведения скульптурных пленэров белорусских скульпторов.
- В 2022 году фестиваль в городском посёлке Желудок стал юбилейным и совпал с Медовым Спасом. В 15-й раз жители всего Щучинского района продемонстрировали насколько они талантливы и уникальны в своем творчестве. Парад цветочных костюмов и венков, конкурсы на лучшую композицию из цветов, пирог с яблоками и соломенную скульптуру — таким запомнится этот августовский праздник. На празднике можно было купить мёд на любой вкус, прочитать по картинкам «цветочные» стихи известной землячки-поэтессы Тётки, продегустировать домашние пироги, испить целебного травяного чая и даже запастись вениками для бани.[7]

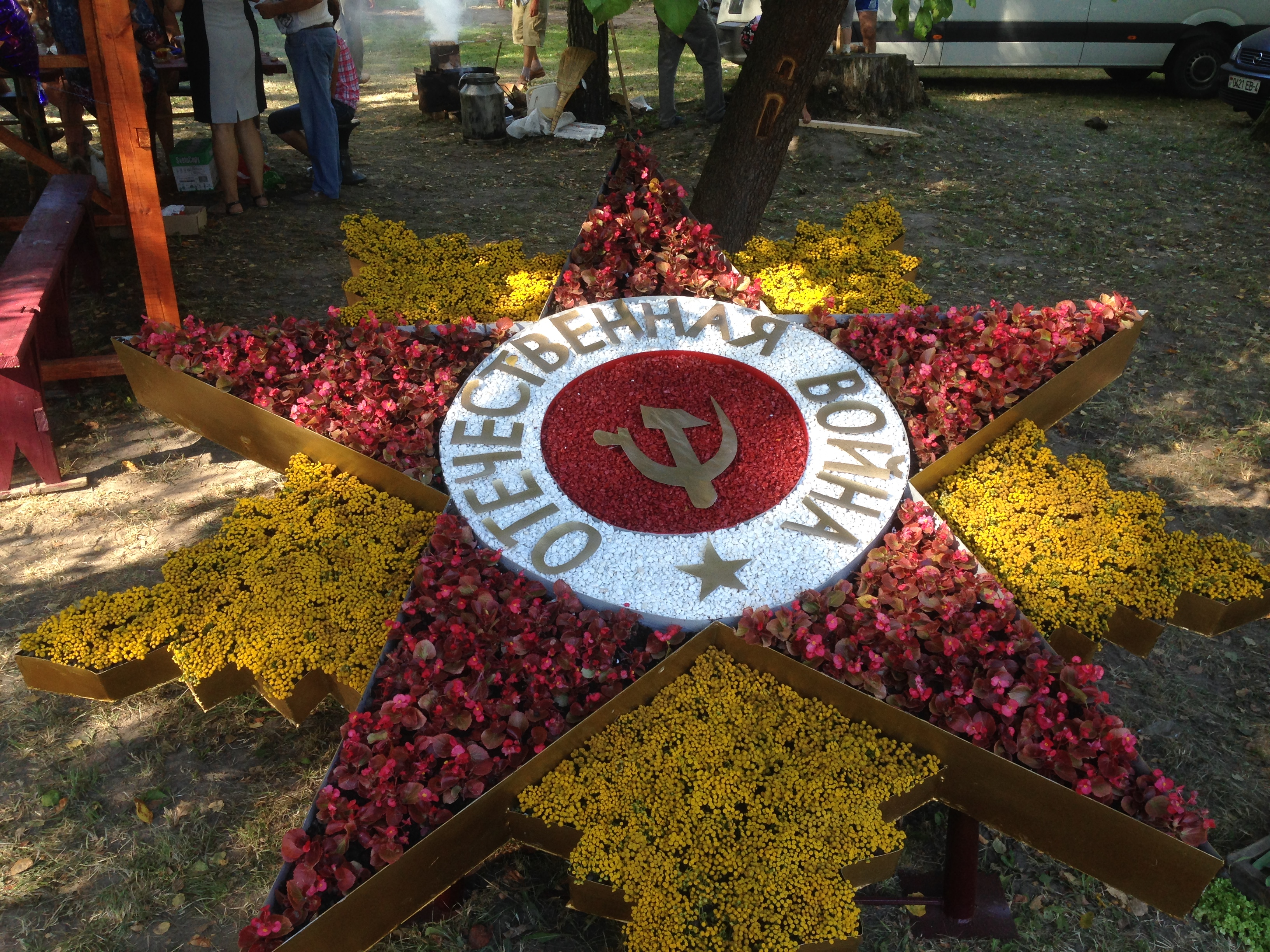

## Известные уроженцы
Среди известных уроженцев Желудка необходимо отметить одного из военных руководителей восстания Кастуся Калиновского на Гродненщине в 1863—1864 годах Валерия Врублевского (1836—1907), ставшего впоследствии генералом Парижской коммуны 1871 года и участником коммунистического движения, лично знакомого с К. Марксом, Ф. Энгельсом, П. Лавровым.
В Желудке родилась белорусская театральная актриса и педагог Галина (1899—1980) — Ольга Владимировна Грудинская, в замужестве Александровская. Псевдоним Галина был придуман классиком белорусской литературы Якубом Коласом в 1913 году.
В имении Желудок родилась фрейлина и мемуарист София Шуазёль-Гуфье (1790—1878), дочь графа Игнатия Тизенгауза.